# Masters of Rock: Ramones
Masters of Rock: Ramones es un álbum recopilatorio de la banda The Ramones lanzado por EMI en 2001. Se compone de temas de los cinco álbumes que los Ramones registraron para Chrysalis Records, Brain Drain, Mondo Bizarro, Acid Eaters, ¡Adiós Amigos!, y Loco Live.

## Lista de canciones
1. "Pet Semetary"
2. "I Believe In Miracles"
3. "Poison Heart"
4. "All Screwed Up"
5. "Censorshit"
6. "The Job That Ate My Brain"
7. "Cabbies on Crack"
8. Strength To Endure
9. "I Won't Let It Happen"
10. "Substitute"
11. "The Crusher"
12. "Surf City"
13. "Blitzkrieg Bop (Vivo)"
14. "Do You Remember Rock 'n' Roll Radio? (Vivo)"
15. "Sheena Is a Punk Rocker (Vivo)"
16. "Rock 'n' Roll High School (Vivo)"
17. "Rockaway Beach (Live)"
18. "Bonzo Goes To Bitburg (Vivo)"
19. "Wart Hog (Vivo)"
20. "Merry Christmas (I Don't Want To Fight Tonight)"

Las pistas de esta recopilación están tomadas de los siguientes álbumes de los Ramones:
- 1, 2, 4, 20 - Brain Drain (1989)
- 3, 5, 6, 7, 8, 9 - Mondo Bizarro (1992)
- 10, 12 - Acid Eaters (1993)
- 11 - ¡Adiós Amigos! (1995)
- 13, 14, 15, 16, 17, 18, 19 - Loco Live (1991)